# Lužná (ort i Tjeckien, Zlín)
Lužná är en ort i Tjeckien.   Den ligger i regionen Zlín, i den östra delen av landet, 280 km öster om huvudstaden Prag. Lužná ligger 407 meter över havet och antalet invånare är 574.
Terrängen runt Lužná är huvudsakligen lite kuperad. Lužná ligger nere i en dal. Runt Lužná är det ganska tätbefolkat, med 83 invånare per kvadratkilometer. Närmaste större samhälle är Vsetín, 11,1 km norr om Lužná. Omgivningarna runt Lužná är en mosaik av jordbruksmark och naturlig växtlighet.